# Wagenhoff
Wagenhoff est une commune de l'arrondissement de Gifhorn, Land de Basse-Saxe.

## Géographie
Wagenhoff se situe entre le parc naturel de Südheide et celui d'Elm-Lappwald.
|  | Wesendorf |
|  | Wagenhoff |
|  | Gifhorn   |

La Bundesstraße 4 passe à l'ouest de la commune.

## Histoire
Wagenhoff est fondé en 1927 et nommé d'après Eugène von Wagenhoff (de), administrateur de l'arrondissement de Gifhorn.